# Nogueira (Bragance)
Nogueira est une freguesia portugaise du concelho de Bragance, avec une superficie de 12,07 km2 pour une densité de population de 41 hab/km2 avec 495 habitants en 2011.
Le village est au pied nord-ouest de la Serra da Nogueira.